# کارلا تیلور
کارلا تیلور (انگلیسی: Carla Taylor؛ زادهٔ تاریخ ورودی نامعتبر است) بازیکن بسکتبال، و سرمربی (بسکتبال) اهل ایالات متحده آمریکا است.